# Jurassic Park III: Park Builder
A Jurassic Park III: Park Builder egy építési és kezelési szimulációs játék. A Game Boy Advance-t kifejlesztő Konami adta ki 2001-ben. Tulajdonképpen hasonló a feladatunk, mint a Jurassic Park: Operation Genesis játékban. A park tulajdonosaként etetni kell a dinoszauruszokat és gondoskodni kell a biztonságról. A játékosnak pénzt kell gyűjtenie, hogy különböző látniválókkal (szállodák, szórakoztató központok, éttermek, biztonsági hivatalok, saját vízi park) lássa el a parkot. 34 különböző dinoszauruszfajt és 10 eltérő tengeri lényt lehet összegyűjteni. A játékban lenyűgöző vizuális és hanghatások, 3D animációk láthatók.

## Összegzés
Az úttörő Jurassic Park III alapján saját izgalmas, interaktív utazás az Isla Nublar-on
A játék nagyon hasonlít a Jurassic Park: Operation Genesis című játékra. Találkozhatsz a filmbeli szereplőkkel (pl. Dr. Ian Malcolm, John Hammond).

## Dinoszauruszok
A dinoszauruszok 6 kategóriában vannak csoportosítva: húsevők 1, 2, 3 és növényevők 1, 2, 3.

### Húsevők 1
Ezek kicsi és gyenge ragadozók.
- Eoraptor
- Coelophysis
- Irritator
- Baryonyx
- Mini. Tyrannosaurus
- Avimimus
- Unenlagia
- Ornitholestes
- Compsognathus
- Sinosauropteryx
- Gallimimus
- Ornithomimus
- Struthiomimus
- Dromiceiomimus
- Pelecanimimus
- Mononykus
- Oviraptor
- Conchoraptor
- Troodon
- Dimorphodon
- Anurognathus
- Pterodaustro
- Archaeopteryx
- Plesiosaurus
- Pachypleurosaurus
- Eurhinosaurus
- Ichthyosaurus
- Terataspis
- Mesolimulus
- Pachydiscus
- Macropoma
- Elginia
- Archelon
- Kuehneosaurus
- Dinilysia
- Pterygotus
- Meganeura
- Dimetrodon
- Diplocaulus

### Húsevők 2
Ezek a ragadozók nagyobbak és erősebbek.
- Herrerasaurus
- Carnotaurus
- Masiakasaurus
- Majungatholus
- Ceratosaurus
- Dilophosaurus
- Monolophosaurus
- Megalosaurus
- Coelurus
- Velociraptor M/F
- Deinonychus
- Utahraptor
- Rhamphorhynchus
- Pterodactylus
- Anhanguera
- Dsungaripterus
- Cryptoclidus
- Pistosaurus
- Clidastes

### Húsevők 3
Ezek a legnagyobb és legerősebb ragadozók.
- Allosaurus
- Giganotosaurus
- Acrocanthosaurus
- Spinosaurus
- Yangchuanosaurus
- Albertosaurus
- Tarbosaurus
- Tyrannosaurus
- Quetzalcoatlus
- Pteranodon
- Óriás Pteranodon
- Kronosaurus
- Elasmosaurus
- Cymbospondylus
- Shonisaurus
- Mosasaurus
- Tylosaurus

### Növényevők 1
Ezek gyenge növényevők és nagyon szelídek.
- Segnosaurus
- Beipiaosaurus
- Lesothosaurus
- Minmi
- Mini. Stegosaurus
- Hypsilophodon
- Othnielia
- Muttaburrasaurus
- Heterodontosaurus
- Ouranosaurus
- Altirhinus
- Nipponosaurus
- Stygimoloch
- Stegoceras
- Psittacosaurus

### Növényevők 2
Ezek a növényevők elég erősek, de nem túl agresszivak.
- Therizinosaurus
- Anchisaurus
- Plateosaurus
- Massospondylus
- Camarasaurus
- Cetiosaurus
- Amargasaurus
- Saltasaurus
- Shunosaurus
- Diplodocus
- Scelidosaurus
- Wuerhosaurus
- Yingshanosaurus
- Polacanthus
- Nodosaurus
- Saichania
- Ankylosaurus
- Iguanodon
- Camptosaurus
- Edmontosaurus
- Hadrosaurus
- Parasaurolophus
- Maiasaura
- Corythosaurus
- Pachycephalosaurus
- Homalocephale
- Goyocephale
- Protoceratops
- Chasmosaurus
- Styracosaurus
- Centrosaurus

### Növényevők 3
Ezen növényevőknek kell sok hely és élelmiszer.
- Apatosaurus
- Supersaurus
- Seismosaurus
- Barosaurus
- Brachiosaurus
- Mamenchisaurus
- Stegosaurus
- Kentrosaurus
- Edmontonia
- Euoplocephalus
- Hypacrosaurus
- Lambeosaurus
- Torosaurus
- Triceratops
- Triceratops Lhorn
- Pachyrhinosaurus
- Pentaceratops